# 埃弗丁县

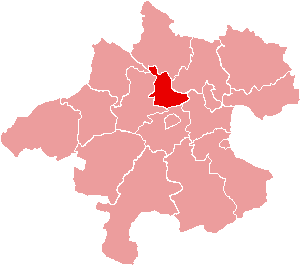
埃弗丁县在上奥地利州的位置

埃弗丁县（德語：Bezirk Eferding）是奥地利上奥地利州所辖的一个县。总面积259.5平方公里，总人口30718，人口密度118人/平方公里（2001年）。行政中心位于埃弗丁。

## 行政区域
埃弗丁县辖有12个市镇。